# 이폴리트와 아리시
이폴리트와 아리시(프랑스어: Hippolyte et Aricie, 영어: Hippolytus and Aricia)는 장필리프 라모가 작곡한 첫 번째 오페라로, 1733년 10월 1일 파리 시의 Académie Royale de Musique에서 초연하면서, 굉장한 논란을 일으켰다. 아베 시몽조제프 펠르그랭(Abbé Simon-Joseph Pellegrin)은 장 라신의 비극, 페드르(Phèdre)를 기초로 프랑스어 대본을 작성하였다. 초기의 관람객들은 이 작품이 전통적이라고 생각하지 않았지만, 이 오페라는 우화적인 서막에 뒤이어 5막을 가진 전통적인 [[서정 비극]의 양식을 취한다.

## 배역
| 배역 이폴리트 (히폴리토스) - 테제의 아들 아리시 (아라키아) - 아테네 전 왕가의 아가씨 페드르 - 테제의 아내, 이폴리트의 계모 테제 (테세우스) - 아테네의 왕 플뤼통 (플루톤) - 저승의 신 디안 (다이아나) - 사냥의 여신 에논(Œnone) - 페드르의 절친한 친구 아르카스, 테세우스의 친구 메르퀴르 (메르쿠리우스) - 신들의 전령 티시폰 티시포네 - 복수의 화신 아무르 (큐피트) 사제장 운명의 세여신들 큐피트의 추종자 다이아나의 여사제 양치기 처녀 여성 선원 여자 사냥꾼 저승의 정령들, 트리준 사람들, 선원들, 사냥꾼들, 다이아나 여신의 님프들 , 양치기들과 양치기 처녀들, 숲속의 사람들 | 성악 부문 테너 소프라노 메조 베이스 소프라노 테너 소프라노 베이스 테너 소프라노 합창 |

## 기악편성
- 플루트, 오보에, 바순, 호른, 트럼펫, 뮈제트, 팀파니, 현악, 콘티누오

## 줄거리

### 프롤로그
- 전형적인 륄리 스타일 전주곡이 연주되면서, 에리만토스의 숲 속을 무대로 우화적인 서막이 진행된다. 다이아나와 큐피트는 그 숲의 거주민들을 누가 다스릴지를 두고 말다툼을 한다.

1장
2장
3장
4장
5장

### 1막
- 트리준 지역의 디안 여신의 신전

1장
2장
3장
4장
5장
6장
7장
8장

### 2막
- 하데스, 지하 세계

1장
2장
3장
4장
5장

### 3막
- 바다 옆에 위치한 테세우스의 궁전

1장
2장
3장
4장
5장
6장
7장
8장
9장

### 4막
- 바다 근처에 있는 다이아나 여신을 위한 신성한 작은 숲.

1장
2장
3장

### 5막
- 1장: 바다 근처에 있는 다이아나 여신을 위한 신성한 작은 숲.

2장
3장
4장
5장
6장
7장
8장

## 참고 문헌
- Cuthbert Girdlestone, Jean-Philippe Rameau: His Life and Works (1957)
- Graham Sadler, "Jean-Philippe Rameau" in The New Grove: French Baroque Masters (1986)

## 음반 목록
- John Shirley-Quirk (Thesée), Janet Baker (Phèdre), Robert Tear (Hippolyte), Angela Hickey (Aricie); St. Anthony Singers, English Chamber Orchestra, Anthony Lewis (Decca: L'Oiseau-Lyre, 1966)
- Russell Smythe (Thésée), Bernarda Fink (Phèdre), Jean-Paul Fouchécourt (Hippolyte), Véronique Gens (Aricie); Les Musiciens du Louvre, Marc Minkowski (Deutsche Grammophon Archiv, 1994)
- Laurent Naouri (Thésée), Lorraine Hunt (Phèdre), Mark Padmore (Hippolyte), Anna Maria Panzarella (Aricie); Les Arts Florissants, William Christie (Erato, 1997)